# Grand Prix w piłce siatkowej mężczyzn (2024)
Grand Prix w piłce siatkowej mężczyzn 2024 – 26. edycja siatkarskiego turnieju dla najlepszych drużyn Elitserien zorganizowana przez Szwedzki Związek Piłki Siatkowej (Svenska Volleybollförbundet, SVBF) w dniach 20-21 stycznia 2024 roku w Fyrishov w Uppsali.
W Grand Prix 2024 uczestniczyły cztery najlepsze zespoły po 1. rundzie fazy zasadniczej Elitserien sezonu 2023/2024, tj. Floby VK, Hylte/Halmstad VBK, Lunds VK oraz Habo Wolley.
Rozgrywki składały się z półfinałów, meczu o 3. miejsce i finału. W pierwszym półfinale Hylte/Halmstad VBK wygrał z Lunds VK, natomiast w drugim półfinale Floby VK pokonał Habo Wolley.
Po raz ósmy zwycięzcą Grand Prix został zespół Hylte/Halmstad VBK, który w finale pokonał Floby VK. Trzecie miejsce zajął Lunds VK. Najlepszym zawodnikiem (MVP) turnieju wybrany został Max Petersson.

## System rozgrywek
W Grand Prix 2024 uczestniczyły cztery najlepsze zespoły Elitserien po 1. rundzie fazy zasadniczej. Rozgrywki składały się z półfinałów, meczu o 3. miejsce i finału. Pary półfinałowe utworzone zostały zgodnie z poniższym kluczem:
- para 1: drużyna, która zajęła 1. miejsce w Elitserien po 1. rundzie fazy zasadniczej – drużyna, która zajęła 4. miejsce w Elitserien po 1. rundzie fazy zasadniczej;
- para 2: drużyna, która zajęła 2. miejsce w Elitserien po 1. rundzie fazy zasadniczej – drużyna, która zajęła 3. miejsce w Elitserien po 1. rundzie fazy zasadniczej.

Zwycięzcy półfinałów rozegrali mecz finałowy, natomiast przegrani grali o 3. miejsce.

### Tabela po 1. rundzie fazy zasadniczej Elitserien
| Lp.                          | Drużyna            | Pkt | Mecze | Mecze | Mecze | Rodzaj wyniku | Rodzaj wyniku | Rodzaj wyniku | Rodzaj wyniku | Rodzaj wyniku | Rodzaj wyniku | Sety | Sety | Sety  | Małe punkty | Małe punkty | Małe punkty |
| Lp.                          | Drużyna            | Pkt | M     | W     | P     | 3:0           | 3:1           | 3:2           | 2:3           | 1:3           | 0:3           | wyg. | prz. | stos. | zdob.       | str.        | stos.       |
| ---------------------------- | ------------------ | --- | ----- | ----- | ----- | ------------- | ------------- | ------------- | ------------- | ------------- | ------------- | ---- | ---- | ----- | ----------- | ----------- | ----------- |
| 1                            | Floby VK           | 29  | 10    | 10    | 0     | 8             | 1             | 1             | 0             | 0             | 0             | 30   | 3    | 10    | 799         | 603         | 1.33        |
| 2                            | Hylte/Halmstad VBK | 28  | 10    | 9     | 1     | 7             | 2             | 0             | 1             | 0             | 0             | 29   | 5    | 5.8   | 821         | 605         | 1.36        |
| 3                            | Lunds VK           | 21  | 10    | 7     | 3     | 6             | 1             | 0             | 0             | 1             | 2             | 22   | 10   | 2.2   | 737         | 666         | 1.11        |
| 4                            | Habo Wolley        | 19  | 10    | 6     | 4     | 4             | 2             | 0             | 1             | 1             | 2             | 21   | 14   | 1.5   | 797         | 763         | 1.04        |
| 5                            | Sollentuna VK      | 17  | 10    | 6     | 4     | 3             | 1             | 2             | 1             | 1             | 2             | 21   | 17   | 1.24  | 808         | 827         | 0.98        |
| 6                            | RIG Falköping      | 12  | 10    | 4     | 6     | 2             | 1             | 1             | 1             | 0             | 5             | 14   | 21   | 0.67  | 731         | 794         | 0.92        |
| 7                            | Uppsala VBS        | 11  | 10    | 3     | 7     | 2             | 1             | 0             | 2             | 1             | 4             | 14   | 22   | 0.64  | 753         | 825         | 0.91        |
| 8                            | Vingåkers VK       | 8   | 10    | 3     | 7     | 1             | 0             | 2             | 1             | 2             | 4             | 13   | 25   | 0.52  | 818         | 861         | 0.95        |
| 9                            | Malmö VK           | 8   | 10    | 3     | 7     | 1             | 0             | 2             | 1             | 2             | 4             | 13   | 25   | 0.52  | 804         | 865         | 0.93        |
| 10                           | Södertelge VBK     | 7   | 10    | 2     | 8     | 0             | 1             | 1             | 2             | 0             | 6             | 10   | 27   | 0.37  | 746         | 871         | 0.86        |
| 11                           | Örkelljunga VK     | 5   | 10    | 2     | 8     | 1             | 0             | 1             | 0             | 2             | 6             | 8    | 26   | 0.31  | 685         | 819         | 0.84        |
| Legenda: udział w Grand Prix |                    |     |       |       |       |               |               |               |               |               |               |      |      |       |             |             |             |

Źródło: 
Punktacja: 3:0 i 3:1 – 3 pkt; 3:2 – 2 pkt; 2:3 – 1 pkt; 1:3 i 0:3 – 0 pkt
Zasady ustalania kolejności: 1. liczba punktów; 2. liczba zwycięstw; 3. stosunek setów; 4. stosunek małych punktów; 5. bilans w bezpośrednich meczach

## Drużyny uczestniczące
| Drużyna            | Liczba występów | Ostatni występ | Najlepszy wynik                                       |
| ------------------ | --------------- | -------------- | ----------------------------------------------------- |
| Floby VK           | 2               | 2005           | 4. miejsce (1998, 2005)                               |
| Habo Wolley        | 6               | 2023           | 1. miejsce (2007)                                     |
| Hylte/Halmstad VBK | 19              | 2023           | 1. miejsce (2000, 2001, 2005, 2008, 2013, 2021, 2023) |
| Lunds VK           | 1               | 2023           | 4. miejsce (2023)                                     |
| Źródło:            |                 |                |                                                       |

## Drabinka
|  | Półfinały | Półfinały          | Półfinały |  |  | Finał             | Finał              | Finał             |
|  |           |                    |           |  |  |                   |                    |                   |
|  | 1         | Floby VK           | 3         |  |  |                   |                    |                   |
|  | 4         | Habo Wolley        | 0         |  |  |                   |                    |                   |
|  |           |                    |           |  |  | 1                 | Floby VK           | 1                 |
|  |           |                    |           |  |  | 2                 | Hylte/Halmstad VBK | 3                 |
|  | 2         | Hylte/Halmstad VBK | 3         |  |  |                   |                    |                   |
|  | 3         | Lunds VK           | 1         |  |  | Mecz o 3. miejsce | Mecz o 3. miejsce  | Mecz o 3. miejsce |
|  |           |                    |           |  |  |                   |                    |                   |
|  |           |                    |           |  |  | 3                 | Lunds VK           | 3                 |
|  |           |                    |           |  |  | 4                 | Habo Wolley        | 0                 |

## Rozgrywki

### Półfinały
| 20.01.2024 10:00 (UTC+1) | Hylte/Halmstad VBK | 3:1 (30:28, 25:17, 24:26, 25:10) raport | Lunds VK | Fyrishov, Uppsala Widzów: 285 Sędziowie: Martin Stenbock i Markus Edholm |

| 20.01.2024 12:30 (UTC+1) | Floby VK | 3:0 (25:16, 33:31, 25:18) raport | Habo Wolley | Fyrishov, Uppsala Widzów: 375 Sędziowie: Malin Byhlin i Dimitris Kalomoiris |

### Mecz o 3. miejsce
| 21.01.2024 9:00 (UTC+1) | Habo Wolley | 0:3 (21:25, 16:25, 13:25) raport | Lunds VK | Fyrishov, Uppsala Widzów: brak danych |

### Finał
| 21.01.2023 14:30 (UTC+1) | Floby VK | 1:3 (25:23, 20:25, 20:25, 19:25) raport | Hylte/Halmstad VBK | Fyrishov, Uppsala Widzów: 699 Sędziowie: Magnus Hagström i Martin Stenbock |